# Herrarnas fristående i gymnastik vid olympiska sommarspelen 1976
Herrarnas fristående i gymnastik vid olympiska sommarspelen 1976 avgjordes den 18-23 juli i Montreal Forum.

## Medaljörer
| Gren                 | Guld                            | Silver                           | Brons             |
| Herrarnas fristående | Nikolaj Andrianov Sovjetunionen | Vladimir Martjenko Sovjetunionen | Peter Kormann USA |

## Resultat

### Final
| Placering | Gymnast                  | C     | O     | Kval  | Final | Totalt |
| --------- | ------------------------ | ----- | ----- | ----- | ----- | ------ |
|           | Nikolaj Andrianov (URS)  | 9,450 | 9,850 | 9,650 | 9,800 | 19,450 |
|           | Vladimir Marchenko (URS) | 9,550 | 9,800 | 9,675 | 9,750 | 19,425 |
|           | Peter Kormann (USA)      | 9,300 | 9,700 | 9,500 | 9,800 | 19,300 |
| 4         | Roland Bruckner (GDR)    | 9,400 | 9,650 | 9,525 | 9,750 | 19,275 |
| 5         | Sawao Kato (JPN)         | 9,500 | 9,700 | 9,600 | 9,650 | 19,250 |
| 6         | Eizo Kenmotsu (JPN)      | 9,450 | 9,650 | 9,550 | 9,550 | 19,100 |